# Stanisław Jędras
Stanisław Jędras (ur. 23 kwietnia 1909 w Częstochowie, zm. 27 kwietnia 1997 tamże) – polski hutnik i polityk komunistyczny, poseł na Sejm PRL III, IV i V kadencji.

## Życiorys
Syn Jakuba i Agnieszki. Po ich śmierci stał się jedynym opiekunem swoich nieletnich sióstr, podejmując w wieku 13 lat pracę w Hucie Szkła Częstochowa Zacisze. W 1926 przystąpił do Towarzystwa Uniwersytetu Robotniczego, współpracował z Komunistycznym Związkiem Młodzieży Polski. Zatrudniony był w Fabryce Zabawek w Łodzi, potem w Hucie Częstochowa, a w okresie II wojny światowej jako górnik-wozak w kopalni rudy żelaznej. W 1945 wstąpił do Polskiej Partii Robotniczej, podejmując pracę w aparacie partyjnym. Do 1946 był I sekretarzem Komitetu Powiatowego partii, a od 1947 kierownikiem Wydziału Organizacyjnego Komitetu Wojewódzkiego w Kielcach. W 1948 wraz z PPR przystąpił do Polskiej Zjednoczonej Partii Robotniczej, gdzie do 1949 pełnił tę samą funkcję. W latach 1949–1951 studiował w Wyższej Szkole Partyjnej przy KC PZPR, zdobywając wykształcenie wyższe. Po jej ukończeniu został I sekretarzem Komitetu Miejskiego (będąc nim do 1954) i członkiem egzekutywy KW PZPR w Radomiu. Od 1953 do 1954 zasiadał w KW partii w Katowicach. W latach 1954–1955 był sekretarzem organizacyjnym KW PZPR w Poznaniu, a od 1955 do 1956 zasiadał w egzekutywie tegoż KW. W latach 1955–1957 był starszym instruktorem w Komitecie Centralnym PZPR. Od kwietnia 1957 do grudnia 1970 pełnił funkcje I sekretarza KM oraz członka egzekutywy i plenum KW PZPR w Częstochowie. W latach 1959–1971 ponownie zasiadał w KW PZPR w Katowicach.
W 1961, 1965 i 1969 uzyskiwał mandat posła na Sejm PRL III, IV i V kadencji z okręgu Częstochowa. W przeciągu trzech kadencji zasiadał kolejno w Komisji Handlu Wewnętrznego, następnie w Komisji Przemysłu Lekkiego, Rzemiosła i Spółdzielczości Pracy, kończąc w Komisji Pracy i Spraw Socjalnych.
Pochowany na Cmentarzu św. Rocha w Częstochowie.

## Odznaczenia
- Order Sztandaru Pracy II klasy
- Krzyż Komandorski Orderu Odrodzenia Polski
- Odznaka 1000-lecia Państwa Polskiego (1966)[2]